# البرقيق
مدينة البرقيق هي مدينة صغيرة تقع بالولاية الشمالية في السودان. وتبعد حوالي 45 كلم من حاضرة الولاية دنقلا، معظم سكانها من النوبيين

## الموقع
تقع بين أرقو وكرمة (السودان).

## النشاط الإقتصادي
يعتمد السكان فيها على الزراعة كمصدر رئيسي، بالإضافة للتجارة.

## الإدارة
تعرف الوحدة الإدارية بالمحلية وكانت ارقو هي عاصمة الوحدة الإدارية في السابق، قبل أن تنتقل رئاسة المحلية والمعتمدية إلى البرقيق. وحاليا، أصبح «مبارك محمد شمت» معتمد محلية البرقيق .